# 马峡镇
马峡镇，是中华人民共和国甘肃省平凉市华亭市下辖的一个乡镇级行政单位。

## 行政区划
马峡镇下辖以下地区：
刘店村、蒋庄村、赵庄村、腰崖村、双明村、寺沟村、大岭村、深沟村、罗马寺村、苍沟村、孟台村、车场沟村、燕麦河村和马峡村。